# نبرد هاکونه-تاکه‌نوشیتا
نبرد هاکونه-تاکه‌نوشیتا (به ژاپنی: 箱根・竹ノ下の戦い はこねたけのしたのたたかい)، بخشی از شورش کنمو بود. این نبرد از ۲۴ ژانویه ۱۳۳۶ (گاه‌شماری ژولینی) (روز ۱۱ از ماه دوازدهم، سال دوم کنمو) در طول دوره تجدید حیات کنمو، بین ارتش آشیکاگا که به ندای آشیکاگا تاکائوجی پاسخ داد و نیتتا یوشی‌سادا که از امپراتور گو-دایگو دستور دریافت کرده بود، رخ داد. امپراتور گو-دایگو نیتا یوشی‌سادا را فرستاد تا آشیکاگا تاکائوجی را که علیه رژیم کنمو شورش کرده بود، بکشد، اما او شکست خورد و این اولین اقدام فروپاشی رژیم کنمو بود. این نبرد در اطراف «تاکه‌نوشیتا» امروزی، شهر اویاما، شیزوئوکا استان شیزوئوکا برگزار شد.